# Fantôme d'Abraham Lincoln (photographie)

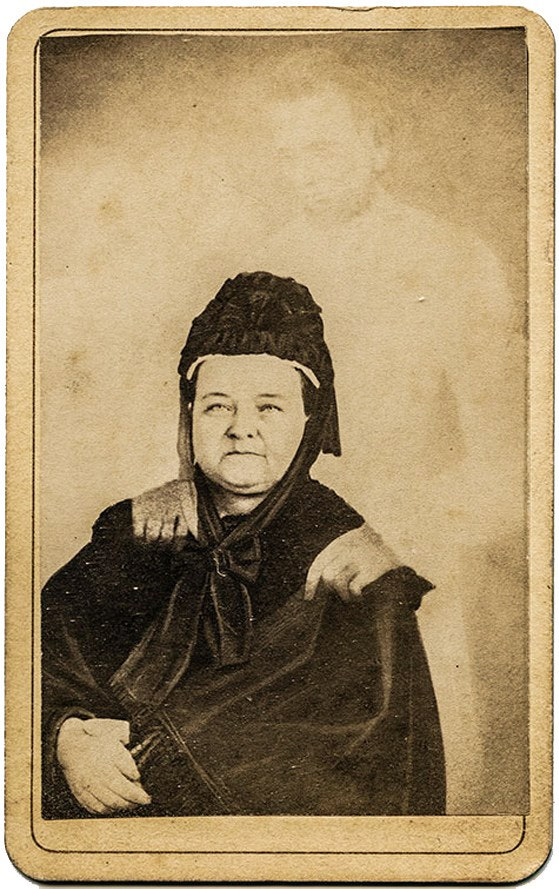
Photo de Mary Todd Lincoln avec le fantôme de son mari Abraham Lincoln.

Le fantôme d'Abraham Lincoln est une photographie prise par le photographe américain William H. Mumler (en), en 1872. Elle semble représenter une vague silhouette blanche, interprétée comme étant le fantôme du président américain Abraham Lincoln, debout au-dessus de sa veuve assise, Mary Todd Lincoln. On suppose que la photographie est un canular, bien que l'on ne sache toujours pas comment elle a été créée.

## Contexte
William H. Mumler commence à prendre des photographies d'esprits (en) en 1862. Il invite le célèbre photographe James Wallace Black (en) à examiner le procédé qu'il utilise, mais Black est incapable de dire comment les fantômes apparaissent sur les photographies de Mumler. Tout au long des années 1860, la carrière de Mumler prend de l'ampleur et de nombreux spirites viennent le voir pour obtenir des photographies. La guerre civile américaine, qui a fait plus de 600 000 morts, est l'une des raisons de l'augmentation de la demande. Il est accusé à plusieurs reprises de fraude et est jugé en mai 1869. L'accusation présente une liste de méthodes que Mumler aurait pu utiliser pour truquer les photographies, mais aucune d'entre elles ne peut  être prouvée sans un doute raisonnable. Il est acquitté des accusations, et sa carrière de photographe se poursuit,.
En février 1872, Mary Lincoln est encore en deuil de son mari, Abraham Lincoln, assassiné près de sept ans plus tôt. Selon Mumler, elle est venue habillée en vêtements de deuil, a donné un faux nom, celui de « Mme Lindall » et n'a identifié son mari sur la photographie qu'après avoir subi des pressions de la part de la femme de Mumler.  Dans les dernières années de sa vie, Mary Lincoln est placée en institution après un procès en 1875, mais elle est ensuite remise à la garde de sa sœur Elizabeth.

## Héritage
La photographie est l'un des canulars les plus célèbres du XIXe siècle. Bien que l'on pense que la méthode utilisée par William H. Mumler soit la double exposition, cela n'a pas été prouvé. Le procédé est rendu plus compliqué par le fait que les bras d'Abraham semblent être sur les épaules de Marie. En 2022, l'historien des procédés photographiques Mark Osterman démontre une technique possible en utilisant deux négatifs, tirés simultanément par un tour de passe-passe.
La photographie est désormais la propriété de la bibliothèque publique du comté d'Allen (en) à Fort Wayne dans l'Indiana.